# Beto Carrero World
Beto Carrero World es un parque temático ubicado en el municipio de Peña, en el Estado de Santa Catarina, en Brasil. El parque es un emprendimiento del ya fallecido Beto Carrero.

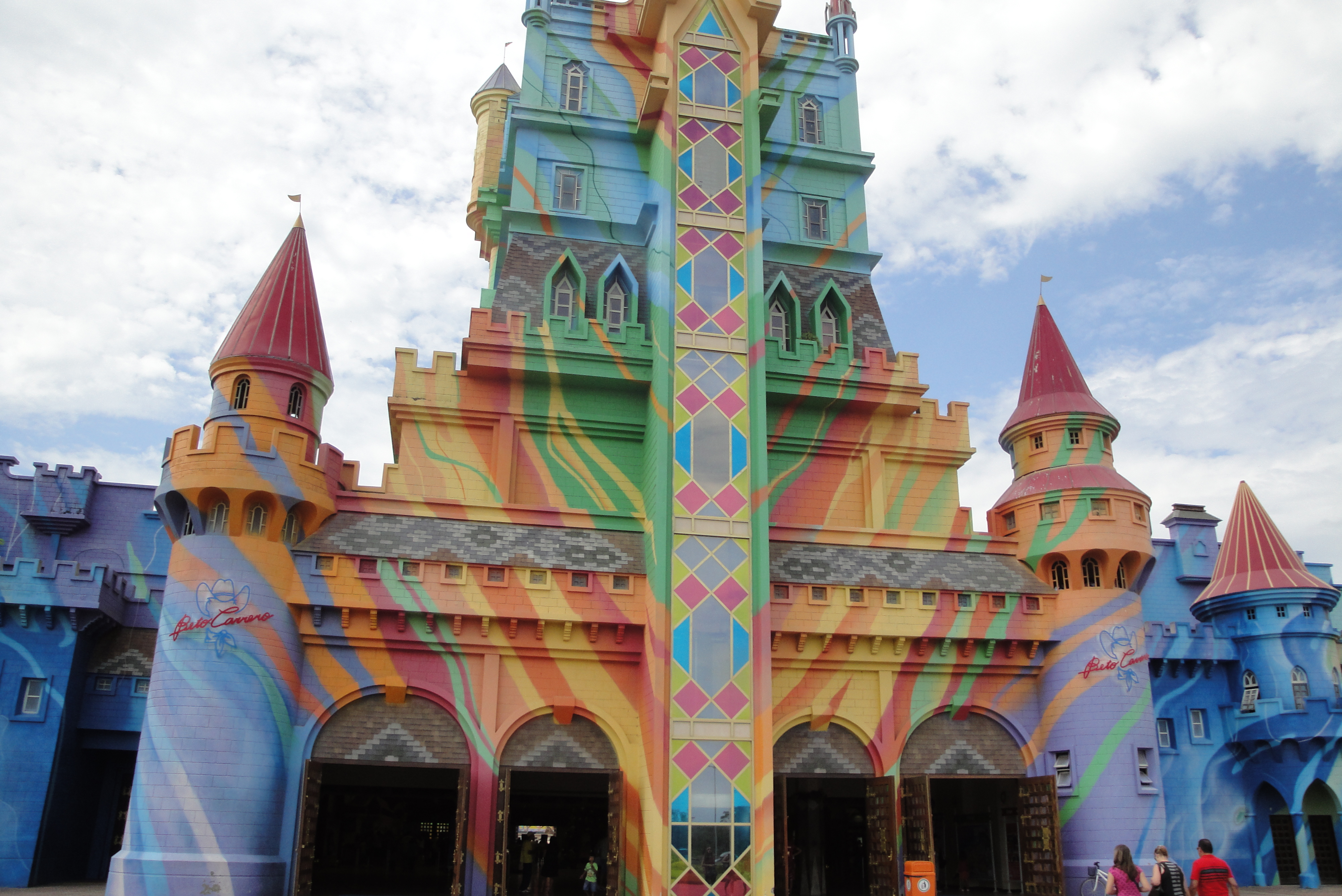
Entrada principal al parque temático Beto Carrero World.

Fue inaugurado en el año 1991, pero las principales obras duraron hasta 1997, cuando fue concluido el castillo que es la puerta de entrada del parque. Es el mayor parque multitemático en el mundo. Según el reporte de Theme Index and Museum Index, es el parque más visitado de Latinoamérica desde el 2020. 
El parque posee un área total de 14.000.000 m²,lo que lo coloca como el mayor parque de diversiones del Brasil y de Latinoamérica, al frente de otros parques famosos en el país, como Playcenter (85.000 m²) y Hopi Hari (760.000m²), ambos en el estado de São Paulo. Se divide en tres grandes partes:
- Zoo: con centenares de animales, es considerado el mayor zoológico de América.[5] Posee además centros de estudio en relación con algunas especies.
- Parque: cuyas atracciones están divididas por el grado de adrenalina.
- Shows: cuenta con siete opciones de shows, algunos ya incluidos en la ingreso al parque y otros pagados separadamente.
- El parque está dividido en siete sectores distintos, con sus particularidades, que van desde juegos, shows y hasta áreas temáticas completas.

## Historia

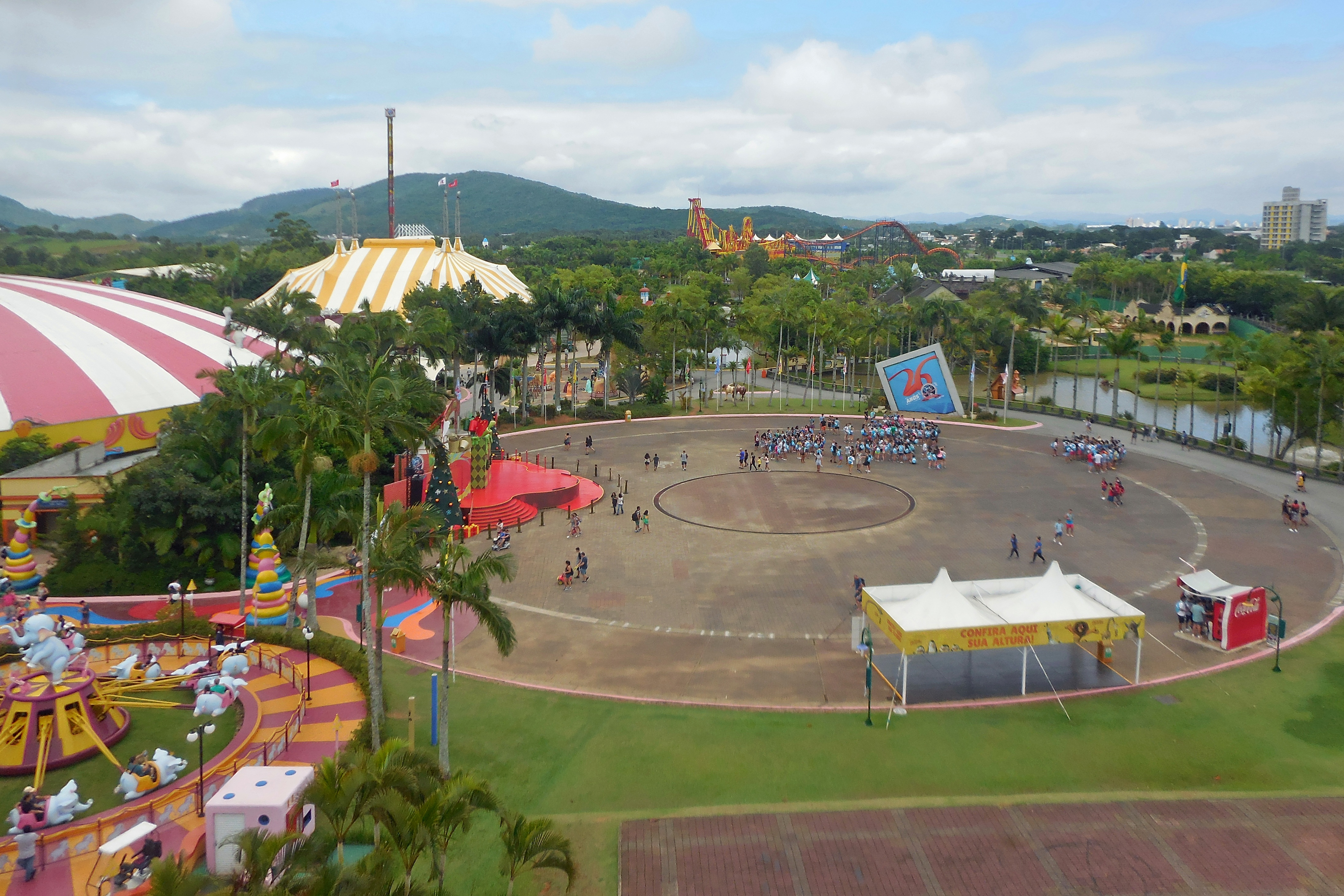
Vista parcial del parque.

De origen humilde, João Batista Sergio Murad, artísticamente conocido como Beto Carrero nació en São José do Rio Preto, São Paulo. Era un chico pobre, ayudó a su padre en el trato y manejo de los animales en las granjas grandes de la región. Desde su infancia, fue en busca de sus sueños acumulando experiencias en diversos campos profesionales.
En São Paulo Sérgio Murad se inspiró para crear el vaquero Beto Carrero, que más tarde sería el tema principal de su sueño más grande para construir su propio parque temático. A través de innumerables viajes al extranjero, la investigación y la contratación de profesionales cualificados, el imperio de Beto Carrero comenzó a ser construido.
Desde el inicio de la construcción del parque, a partir de muchos estudios en varios estados del sur del país, Beto optó por el municipio de Penha, Santa Catarina, debido a su belleza natural, la proximidad a los centros turísticos de la región y la disponibilidad de  recursos humanos. Con esto, Beto Carrero World ganó el título del más importante centro turístico del estado de Santa Catarina y el principal responsable del aumento sustancial en el flujo de turistas en el estado.

## Ubicación
Beto Carrero World se encuentra en la costa norte de Santa Catarina. A solo 35 km del Balneario Camboriú, 60 de Blumenau y 66 de Joinville y a 8 km del aeropuerto de Navegantes , el parque se encuentra equidistante de las ciudades que ofrecen turismo de compras, festivales étnicos, gastronomía y playas. Desde la salida de la ruta BR-101 a la ruta SC-414 II, quedan poco más de seis kilómetros a donde se encuentra la entrada de Beto Carrero World.

## Áreas temáticas

### Avenida de las Naciones

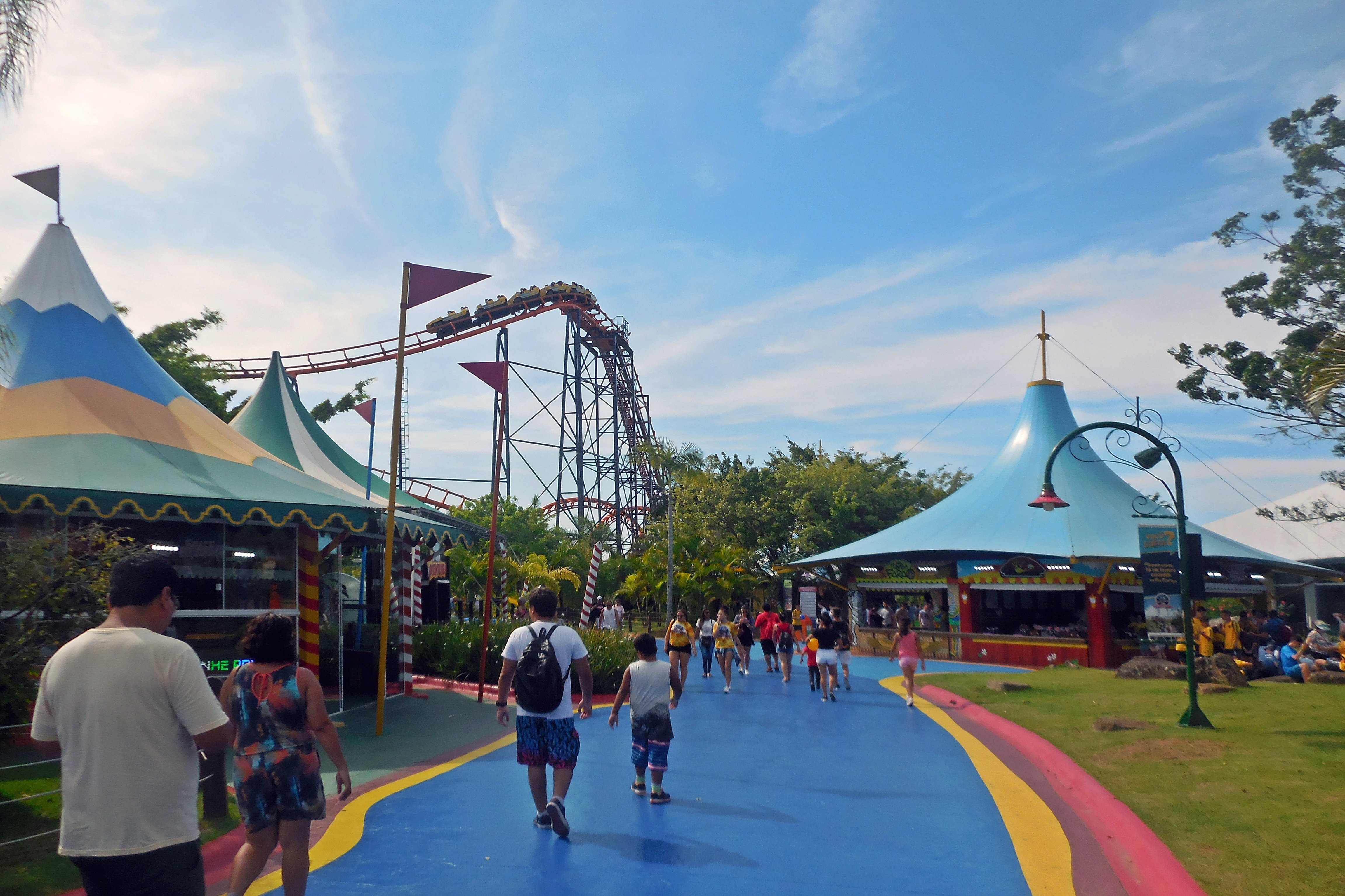
Interior

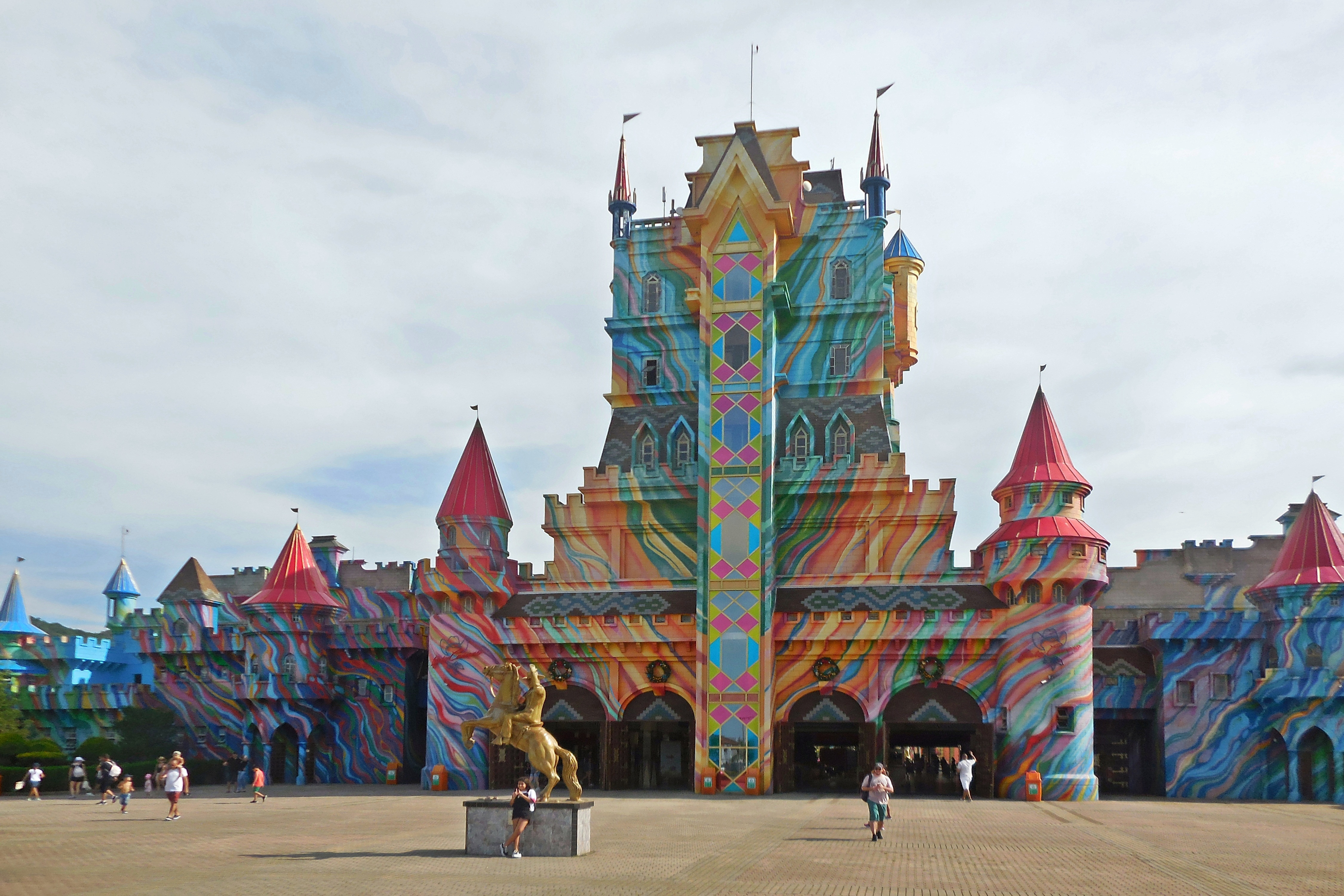
Castelo das Nações

Considerada por la propia administración del parque como la primera área temática, es la puerta de entrada al parque. Posee diversas atracciones, además de áreas de servicios y alimentación. Las principales atracciones son:
- Castillo de las Naciones: con 10.000m² de superficie es el mayor lugar de todo el parque, dentro del mismo se encuentran las boleterías, las vías férreas que llevan a la "Aventura Salvaje" y varias tiendas y cafeterías, como también los sanitarios y guardarropas.
- Las aventuras de Betinho Carrero 4D: Un cine con simulador de movimientos y efectos especiales (agua, viento y humo), con tecnología 3D.[7] Antes de su remodelación llevaba el nombre de Mademotion y en 2012 adquirió tecnología 4D cambiándose al nombre actual.
- Acqua: espectáculo que simula un naufragio, sucede en un inmenso teatro.
- Carrusel: clásico juego de un parque de diversiones.
- Área de Comidas: una de las mayores estructuras cerradas del parque.
- Carrusel Veneciano: se encuentra en el centro del Área de comidas, tiene dos pisos y está iluminado con 1.800 lámparas.
- Área de Eventos: lugar central del parque, donde en alta temporada, se realiza el "Desfile General", uno de los grandes espectáculos.
- Rueda-gigante: otro juego indispensable en cualquier parque, sus carritos giran y poseen formato de sombrero de Cow-Boy. Posee aproximadamente 25 metros de altura.
- Teleférico: carros a 30 metros de altura, de donde se puede visualizar todo el parque.
- Raskapuska: son botes que navegan en una enorme montaña encantada, los inmensos escenarios encantadores y centenas de personajes de la literatura infantil son acompañados por una bella música. Al final hay una pequeña caída de agua que completa el paseo en la montaña mágica.

Triplikland: área con decoraciones y atracciones infantiles como:
- Baby Elefante.
- Palacio de los Helados: es una casa temática de helados.
- Autopista bate-bate: famoso juego de "autos chocadores"
- Kidplay: serie de laberintos, toboganes, redes, túneles y piscinas con pelotas de plástico para la diversión de niños.
- Pedaliho.

### Aventura Radical

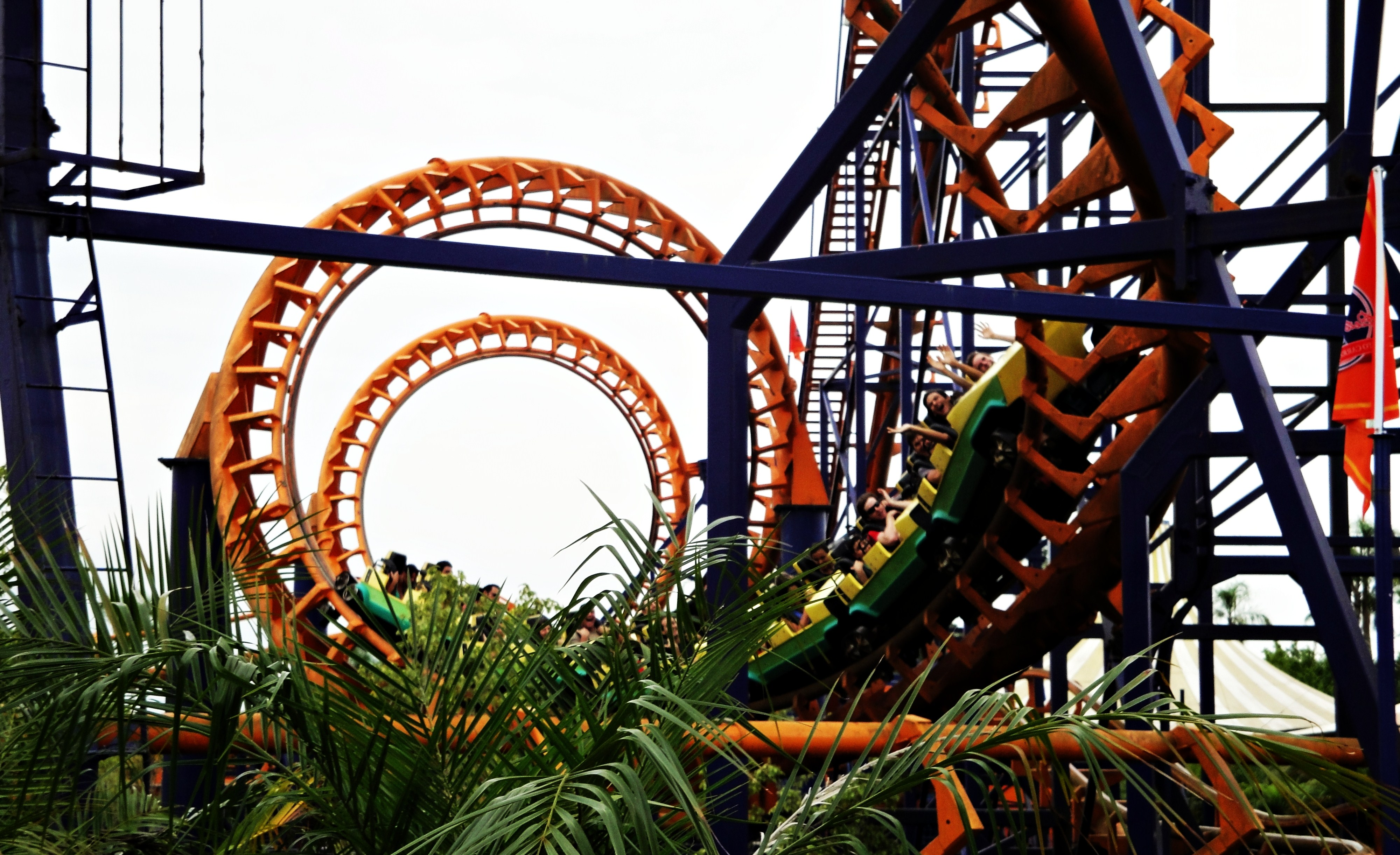
Star World Mountain

Es la parte del emprendimiento responsable por la adrenalina, donde están los juegos más "radicales". Este sector da gran prestigio al parque. Las principales obras son:
* Big Tower: atracción más alta del parque. Es una torre de caída libre con 100 metros de altura, donde los usuarios caen a una velocidad de 120km/h.
- Castillo del Terror: Se trata de un teatro donde existen siete escenarios de películas de terror famosas, como "El Exorcista".
- Free Fall: conocido como "elevador", fue la primera torre de caída libre del parque, con casi 60 metros de altura, es hasta hoy uno de los principales juegos.
- Imperio de las Aguas: Un río artificial con cataratas, túnel, rápidos y bellos escenarios. Uno de los mayores juegos de todo el mundo, con casi un kilómetro de extensión, y cerca de 16 millones de litros de agua por hora. Es la mayor construcción hecha por el parque y la mejor de este tipo de atracción en Brasil.

- Star World Mountain: la mayor y primera montaña rusa del parque, se la considera como el principal juego, disputado solo con el Imperio de las Aguas y el Big Tower. Tiene dos vueltas y llega a los 80km/h.
- Tchibum: montaña rusa de agua, llega a los 30 metros de altura.
- FireWhip: inaugurada el 8 de diciembre de 2008, es la mayor y más radical montaña rusa de Latinoamérica. Fabricada por la empresa holandesa Vekoma, posee 5 vueltas y es del modelo SLC (Suspended Looping Coaster), o sea, el tren viaja abajo de los rieles, y los pasajeros con los pies colgando, tiene una capacidad de 1100 pasajeros en la hora.[9]
- Extreme Show:Es un show protagonizado por autos, motos y camiones que realizan maniobras radicales. Tiene el mayor looping de autos del mundo, que fue inspirado en "Light, Motors, Action" de Disney's Hollywood Studios.

### Isla de los Piratas

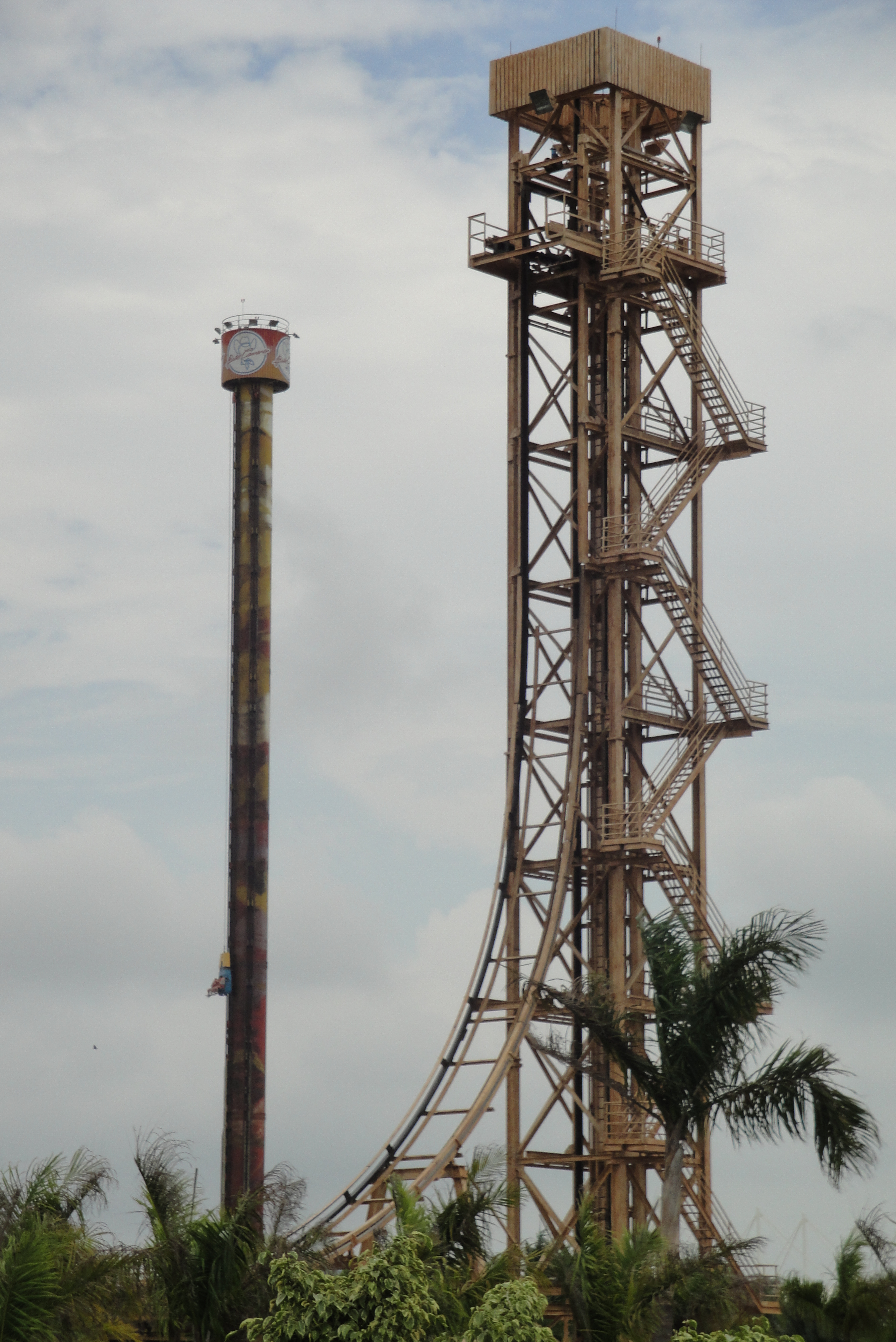
Big Tower (izquierda) y Free Fall (derecha)

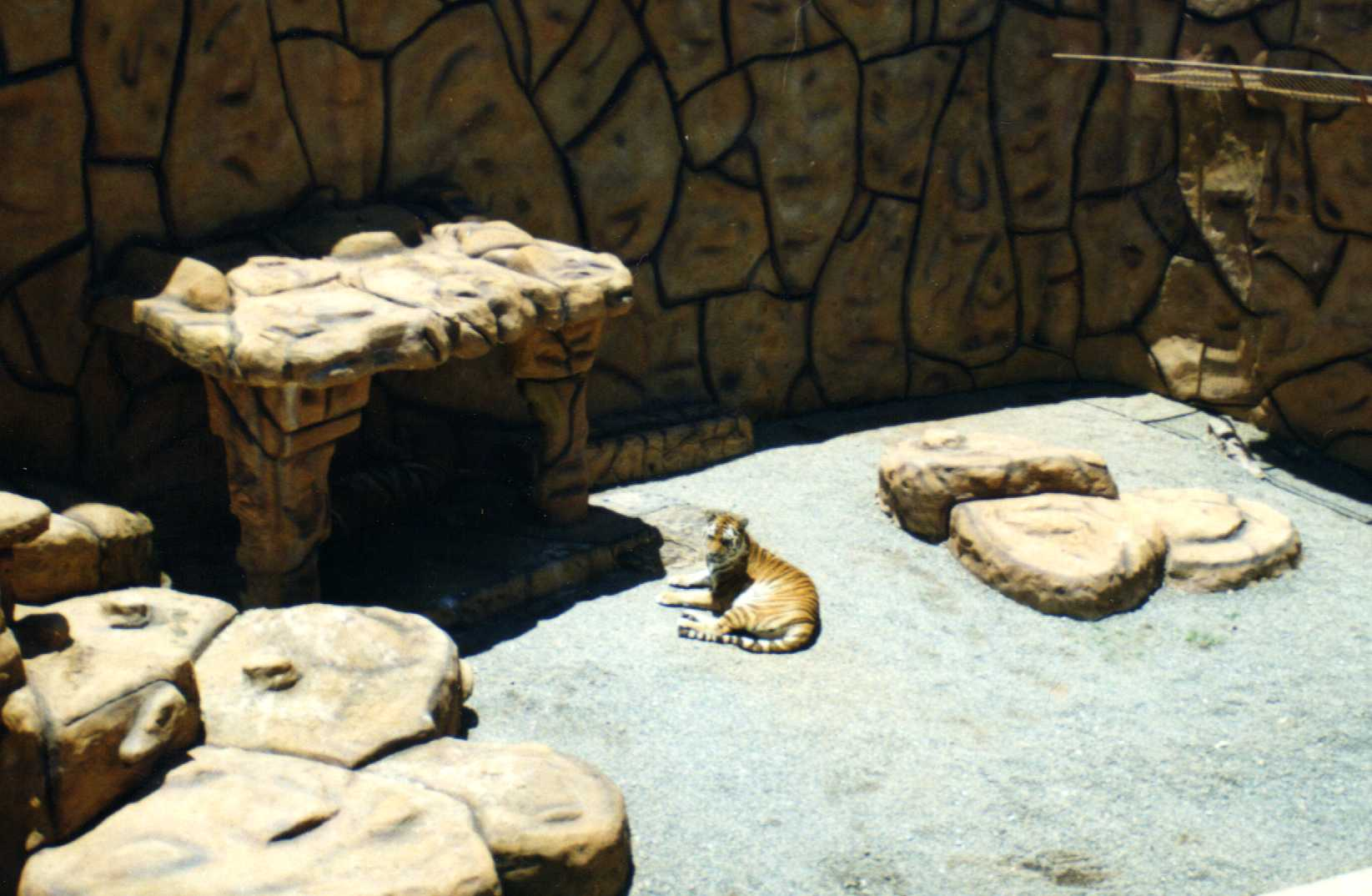
La Pasarela de los Tigres, permite observar tigres, leones y pumas desde la altura.

Una isla conectada al centro del parque por un puente, siendo absolutamente temática, a su lado funcionan los pedalitos, en un pequeño lago que la separa del resto del complejo. Sus atracciones son:
- Bar Pirata: un restaurante temático.
- Barco Pirata: el famoso "barco vikingo" de los parques.
- Casa de los Espejos: lugar con diversos espejos, ya bastante desgastado por el tiempo.
- Caverna de los piratas: ocupa la mayor parte de la isla, con una temática bastante compleja e interesante.
- Galeón Pirata: uno de los más bellos escenarios temáticos del parque, con una catarata que desemboca en un lago. Es un lugar predilecto para los visitantes documentar por medio de fotos y videos.
- Farol: más allá de que no sea un juego, es probablemente la mayor obra de la isla, ya que está erguido mucho más alto que las demás construcciones, desde donde se puede observar todo el parque.

### Mundo Animal
Área del parque donde están concentradas las actividades como Zoológico, con centenares de animales, distribuidos en varias especies. Este sector cuenta con las siguientes atracciones:
- África Misteriosa: show incluido con el ingreso, duración de 45 minutos.
- Centro de Primatología: inaugurado en el 2007, se trata de un centro de estudios de primates, en pleno parque de diversiones, siendo este uno de los mayores destacados dentro del parque.
- Isla de los Babuinos: un pequeño archipiélago, dentro de uno de los lagos del parque, donde se puede observar animales de forma libre, sin vallas.
- Mamás e hijos: un lugar donde se pueden observar los hijos de una diversa cantidad de animales, tiene horario de para alimentar a los animalitos.
- Monga: show incluido con el ingreso, con un show de ilusionismo que dura cerca de diez minutos, sucede en un predio cuya fachada tiene forma de un mono de siete metros de altura.
- Pasarela de los Tigres: una serie de jaulas, con una pasarela elevada, desde donde se puede observar tigres, leones y pumas.
- Piraguas: juego para niños, funciona como un tipo de carrusel en el agua.
- Serpentario: edificio en el medio del parque, con apariencia oriental, donde se puede encontrar 14 tipos de cobras y serpientes del Brasil.
- Montaña Rusa Dum Dum: montaña rusa inspirada en el yacaré Dum Dum.

### Tierra de la Fantasía

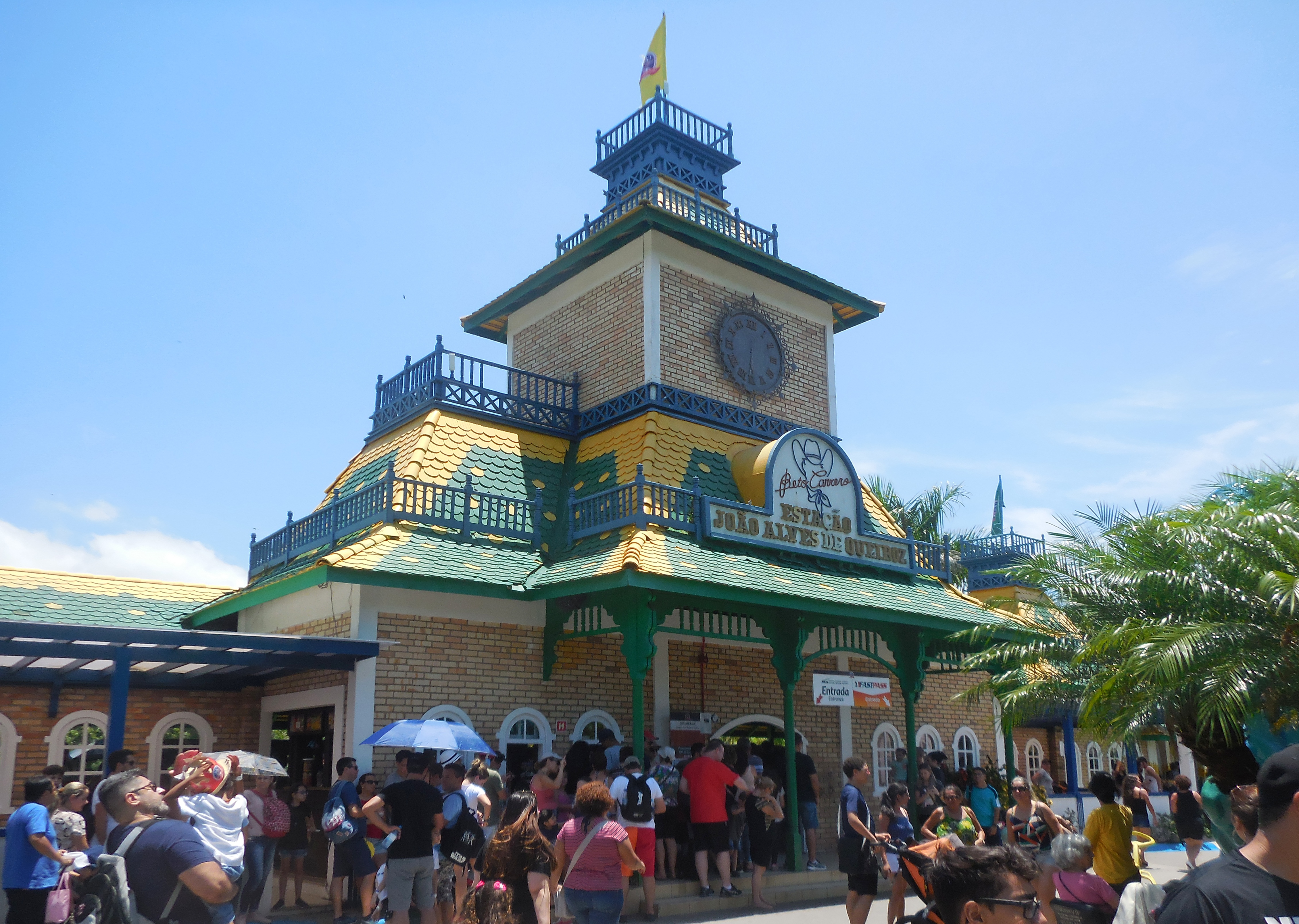
Estación João Alves de Queiroz, embarque para la Tierra de la Fantasía.

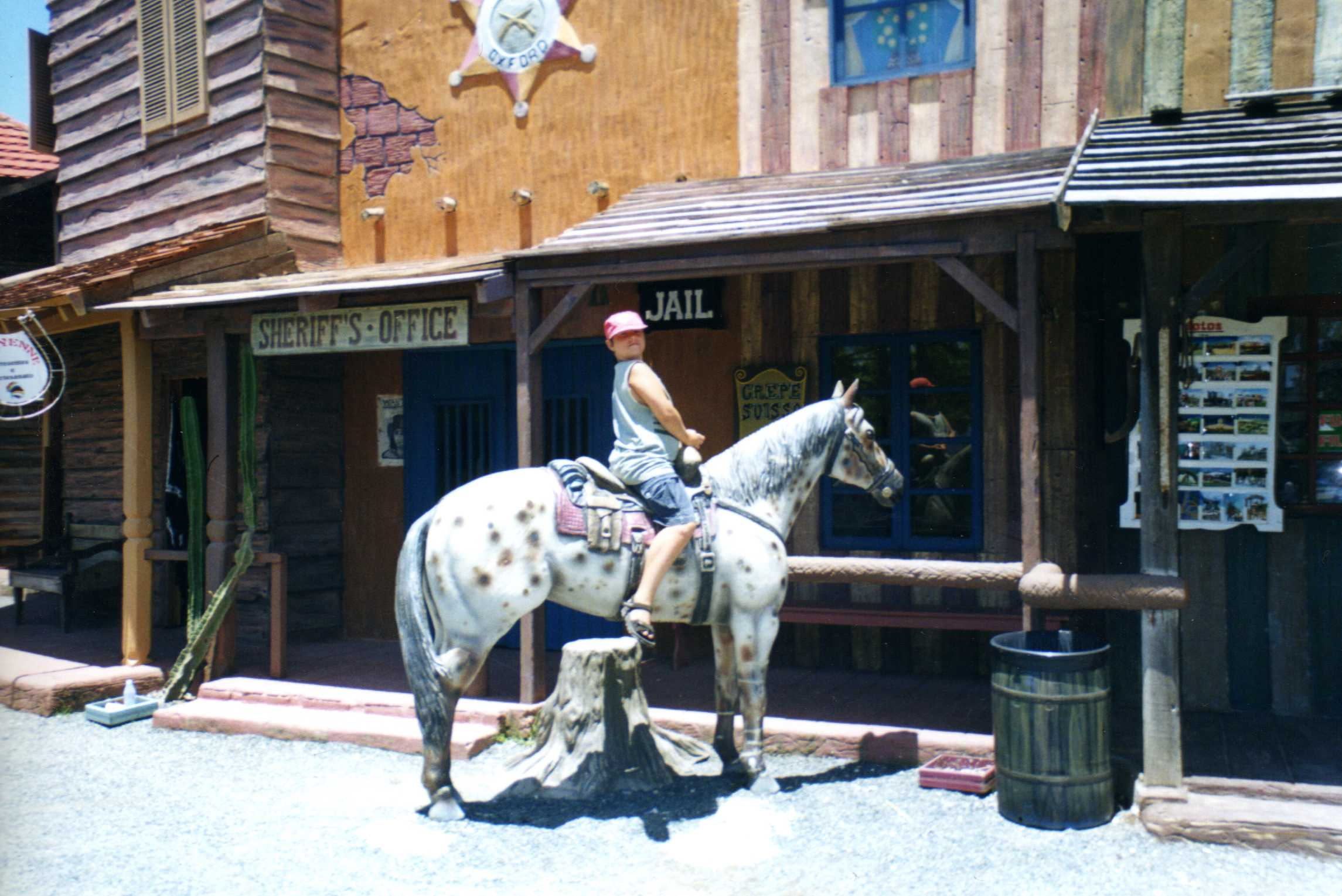
Área temática del Lejano Oeste dentro del parque.

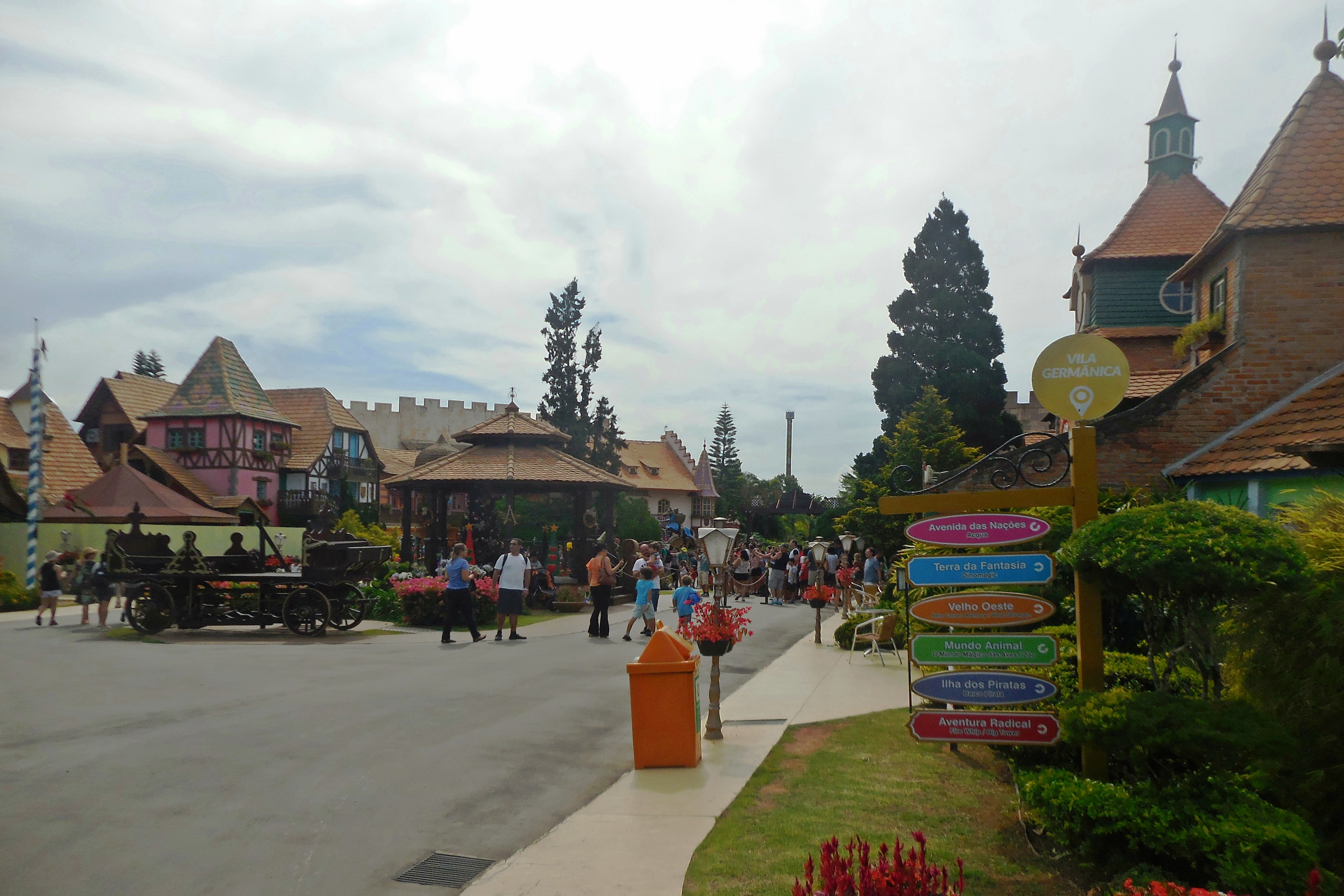
Villa Germánica

Se trata de un área distinta del parque, donde todas las atracciones son vistas por un paseo de tren, por medio de las vías del DinoMagic, cuyo paseo parte de la estación Júlio de Queiroz, uno de los más bellos edificios del parque, circundando varios trechos que presentan las siguientes atracciones:
- Casa de Beto Carrero: escenario donde sucede el "asalto" al tren, que es salvado por Beto Carrero.
- Caverna de los Dinosaurios: lugar donde el tren para, y es hecha una escena cinematográfica con animales y sonidos controlados por una computadora.
- Huerta Modelo: uno de los lugares por donde pasa la vía férrea. Con temática de frutas y legumbres, donde se presentan vegetales cultivados sin agrotóxicos.
- Tierra de los Gigantes: escenarios que imitan animales enormes, donde solo se puede llegar por medio del paseo de tren.
- Valle Encantado: así como la Tierra de Gigantes, se trata de un escenario de la vía férrea.
- Villa Esperanza: último escenario del paseo ferroviario, que dura aproximadamente 25 minutos.

### Lejano Oeste
Una pequeña villa, con construcciones típicas del viejo oeste, tan famoso en el cine. Con las siguientes atracciones:
- Aldea Indígena: reproducción de una aldea indígena.
- Beto Carrero Memory Show: es el mayor y más famoso show del parque. Reúne a todas las personas que se encuentran en el establecimiento, ya que es la última atracción antes del cierre del predio. Ocurre en el circo en el centro del parque.
- Caballería: lugar donde son cuidados la mayor parte de los animales utilizados en los espectáculos.
- Fort Álamo: una de las escenografías del parque, que cuenta con tiendas y locales de alimentación.
- West Selvagem: Siendo la atracción más cara del parque, se paga aparte y tiene una duración aproximada de 45 minutos.

### Villa Germánica
Área temática en homenaje a la gran cantidad de inmigrantes alemanes que llegaron al estado de Santa Catarina.
Posee diversas atracciones. A citar: 
- Bier Haus: restaurante totalmente temático con arquitectura alemana, y que sirve platos típicos de ese país.
- Auto Pista: juego clásico de los parques, conocido como "Autos Chocadores". Atracción bastante solicitada por los niños.
- Cine Renato Aragon: homenaje a uno de los grandes artistas de humor nacional.
- Excalibur: show pagado separadamente. Dura 45 minutos, en escenario propio, contando con gran prestigio y popularidad entre los visitantes.
- Mundo de los Caballos: otro espacio dedicado a este animal.
- Trencito: Atracción para niños, que hace un paseo por algunos lugares del parque.
- Tazas Locas: juego dedicado también a niños, más allá de que todas las personas puedan ir.
- Tigor Mountain:: se trata de la segunda montaña rusa del parque, que supera los 30 metros de altura y los 80km/h de velocidad.

## Acuerdo con Dreamworks y Universal Studios
En la reunión de BNT del año 2012, el parque presentó una gran alianza internacional en el mercado del entretenimiento en Brasil. El acuerdo incluye dos nuevas atracciones elaborados compañías internacionales de cine, que son Dreamworks y Universal Studios. Dreamworks se especializa en animaciones como Shrek, Kung Fu Panda y Madagascar. Universal ya ha hecho películas grandiosas como La lista de Schindler, ET, King Kong y Tiburón.

## Deporte motor
Beto Carrero World cuenta con una pista de motocross y un kartódromo internacional, diseñado por el alemán Herman Tilke. Allí se ha realizado el Gran Premio de Brasil del Campeonato Mundial de Motocross, y el Desafío Internacional de las Estrellas.

## Servicios ofrecidos
- Productos Beto Carrero
- Sanitarios
- Teléfonos Públicos
- Tren de Transporte por el Parque
- Banco Bradesco
- Puntos de Encuentro
- Informaciones y Atención al cliente
- Sillas de ruedas
- Farmacia / Ambulancia
- Guardarropas
- Tiendas
- Restaurantes
- Cafés
- Heladerías
- Fotos en las atracciones
- Y otros

## Aventura Selvagem
Nuevo proyecto del parque, con una superficie total de 4.500.000m². Está en fase de construcción, pero la dirección del emprendimiento no divulgo aún si es una nueva área del propio parque o un nuevo parque, formando un complejo.